# Conflitos na Irlanda do Norte
O conflito na Irlanda do Norte (também conhecido em inglês como The Troubles) foi um conflito de grande violência pelo estatuto político da Irlanda do Norte, que causou grande perda de vidas durante a segunda metade do século XX. Tratava-se, em primeiro lugar, da população protestante (maioria), em favor de preservar os laços com a Grã-Bretanha, e do outro lado a população católica (minoria), em favor da independência ou da integração da província com a República da Irlanda, ao sul, país predominantemente católico. Ambas as partes recorreram às armas, e a província mergulhou em uma espiral de violência que durou desde o final da década de 1960 até a assinatura do Acordo de Belfast, ou Acordo da Sexta-Feira Santa, em 10 de Abril de 1998, que estabeleceu as bases para um novo governo em que católicos e protestantes compartilhassem o poder. No entanto, a violência continuou após essa data e ainda continua de forma ocasional e em pequena escala.
O conflito começou na segunda metade dos anos 1960 pelo movimento dos direitos civis contra a segregação religiosa vivida pelos católicos. A oposição entre os republicanos (principalmente o Exército Republicano Irlandês), lealistas e unionistas sobre o futuro da Irlanda do Norte resultou em um aumento da violência durante trinta anos pelos grupos paramilitares de oposição de cada lado, a Policia Real do Ulster, diferentes seções do exército britânico, mas também grande parte da população civil. As campanhas de violência, acompanhadas pela incapacidade do poder político na Irlanda do Norte, levaram a Grã-Bretanha e a República da Irlanda ao estabelecimento de uma solução pacífica com o Acordo de Belfast, apesar da pressão da comunidade internacional.
O conflito tem sido repetidamente descrito como terrorismo, um conflito étnico, uma guerra de guerrilha, um conflito de baixa intensidade, guerra irregular ou assimétrica e até como uma guerra civil. Foi uma luta política e nacionalista alimentada por eventos históricos, com uma forte dimensão étnica e sectária, travada pelo status da Irlanda do Norte. Apesar da divisão entre católicos e protestantes, não foi um terrorismo religioso ou uma guerra religiosa. A violência do conflito muitas vezes ultrapassou as fronteiras da Irlanda do Norte, estendendo-se à República da Irlanda e ao Reino Unido. O conflito tinha tanto dimensões políticas quanto militares (ou paramilitares). Seus participantes incluíam políticos e ativistas políticos de ambos os lados, republicanos e lealistas paramilitares, e as forças de segurança do Reino Unido e da República da Irlanda. Enquanto o conflito nunca foi uma guerra declarada, o grande número de baixas sofrido pelas forças britânicas (725 mortos e milhares de feridos), os recursos utilizados pelo governo britânico por mais de 25 anos, a destruição causada em muitas cidades e ao povo da Irlanda do Norte e à Inglaterra, e o complexo arsenal utilizado pelos grupos paramilitares sugerem que o conflito foi uma guerra de facto.

## Contexto histórico

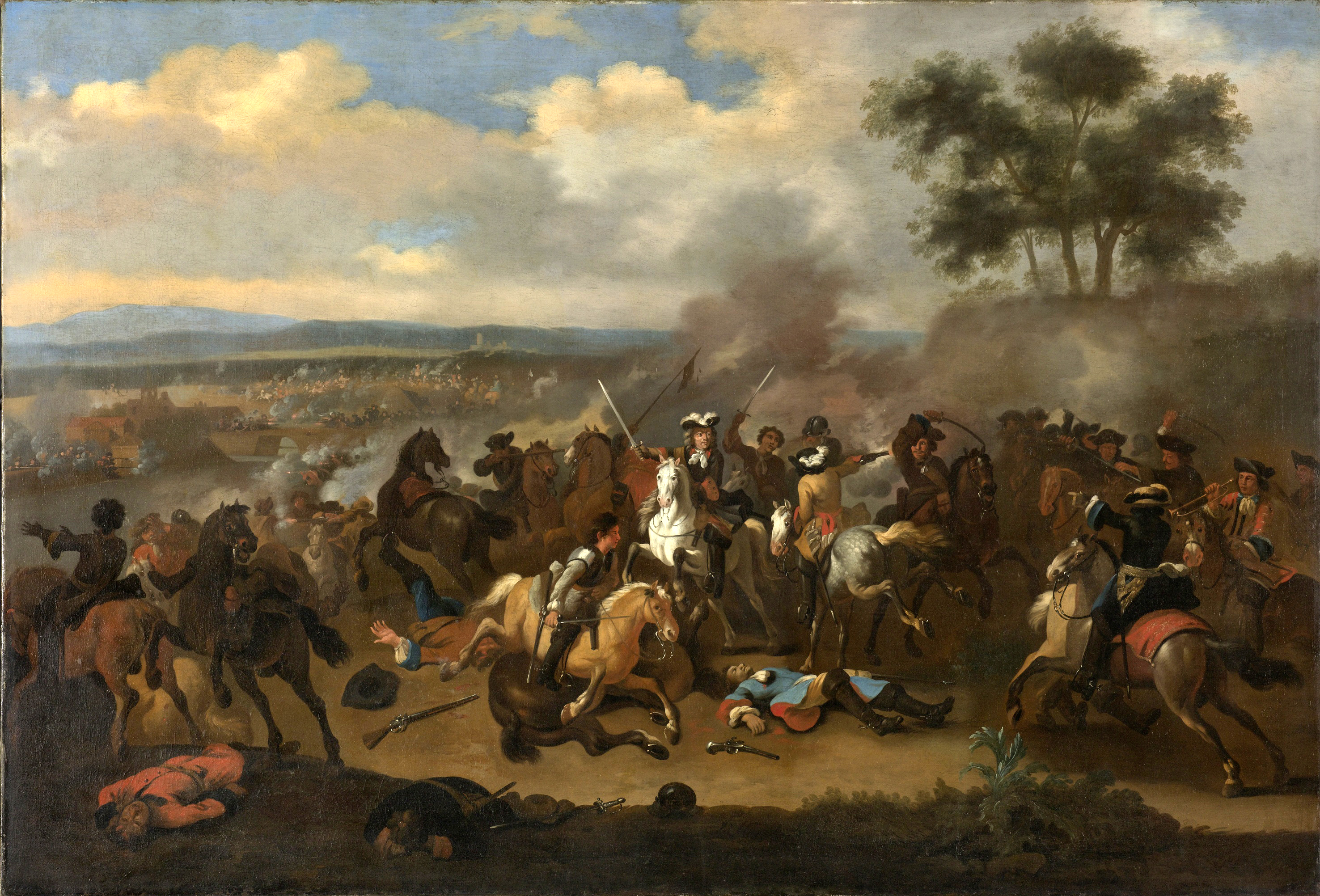
A Batalha do Boyne (12 de julho de 1690) por Jan van Huchtenburg

### 1609–1791
Em 1609, colonos escoceses e ingleses, conhecidos como plantadores, receberam terras tomadas dos irlandeses nativos na plantação de Ulster. Juntamente com a imigração protestante para áreas "não plantadas" do Ulster, particularmente Antrim e Down, isso resultou em conflito entre os católicos nativos e os "plantadores", levando, por sua vez, a dois sangrentos conflitos religiosos conhecidos como as Guerras Confederadas Irlandesas (1641-1653) e a Guerra Guilhermista (1689–1691), ambas resultando em vitórias protestantes.
O domínio anglicano na Irlanda foi assegurado pela aprovação das Leis Penais que restringiam os direitos religiosos, legais e políticos de qualquer pessoa (incluindo católicos e protestantes, como presbiterianos) que não se conformassem com a igreja estatal, a Igreja Anglicana da Irlanda. Quando as Leis Penais começaram a ser extintas na última parte do século XVIII, houve mais competição por terras, pois foram levantadas restrições aos aluguéis para os irlandeses católicos. Com os católicos romanos autorizados a comprar terras e a entrar em negócios dos quais haviam sido banidos anteriormente, surgiram tensões, resultando nos protestantes "Peep O'Day Boys" e os "Defenders" católicos. Isso criou uma polarização entre as comunidades e uma redução drástica de reformadores entre os protestantes, muitos dos quais estavam se tornando mais receptivos à reforma democrática.

### 1791–1912
Após a fundação da Sociedade dos Irlandeses Unidos por presbiterianos, católicos, anglicanos liberais e republicanos, e a resultante Rebelião Irlandesa de 1798, a violência sectária entre católicos e protestantes continuou. A Ordem de Orange (fundada em 1795), com seu objetivo declarado de manter a fé e a lealdade protestantes aos herdeiros de Guilherme de Orange, permanece ativa até hoje.
Com os Atos de União de 1800 (que entraram em vigor em 1 de janeiro de 1801), um novo quadro político foi formado com a abolição do Parlamento irlandês e a incorporação da Irlanda no Reino Unido da Grã-Bretanha e Irlanda. O resultado foi uma ligação mais estreita entre anglicanos e os ex-republicanos presbiterianos como parte de uma comunidade protestante "lealista". Embora a emancipação católica tenha sido alcançada em 1829, eliminando amplamente a discriminação oficial contra católicos romanos (então cerca de 75% da população da Irlanda), dissidentes e judeus, a campanha da Associação pela Derrogação para revogar a União de 1801 falhou.
No final do século XIX, o movimento pelo Autogoverno foi criado e serviu para definir a divisão entre a maioria dos nacionalistas (geralmente católicos), que buscavam a restauração de um parlamento irlandês, e a maioria dos unionistas (geralmente protestantes), que tinham medo de ser minoria sob um parlamento irlandês dominado pelos católicos e tendiam a apoiar a união contínua com a Grã-Bretanha.
Os unionistas e os defensores do governo local eram as principais facções políticas na Irlanda do final do século XIX e do início do século XX.

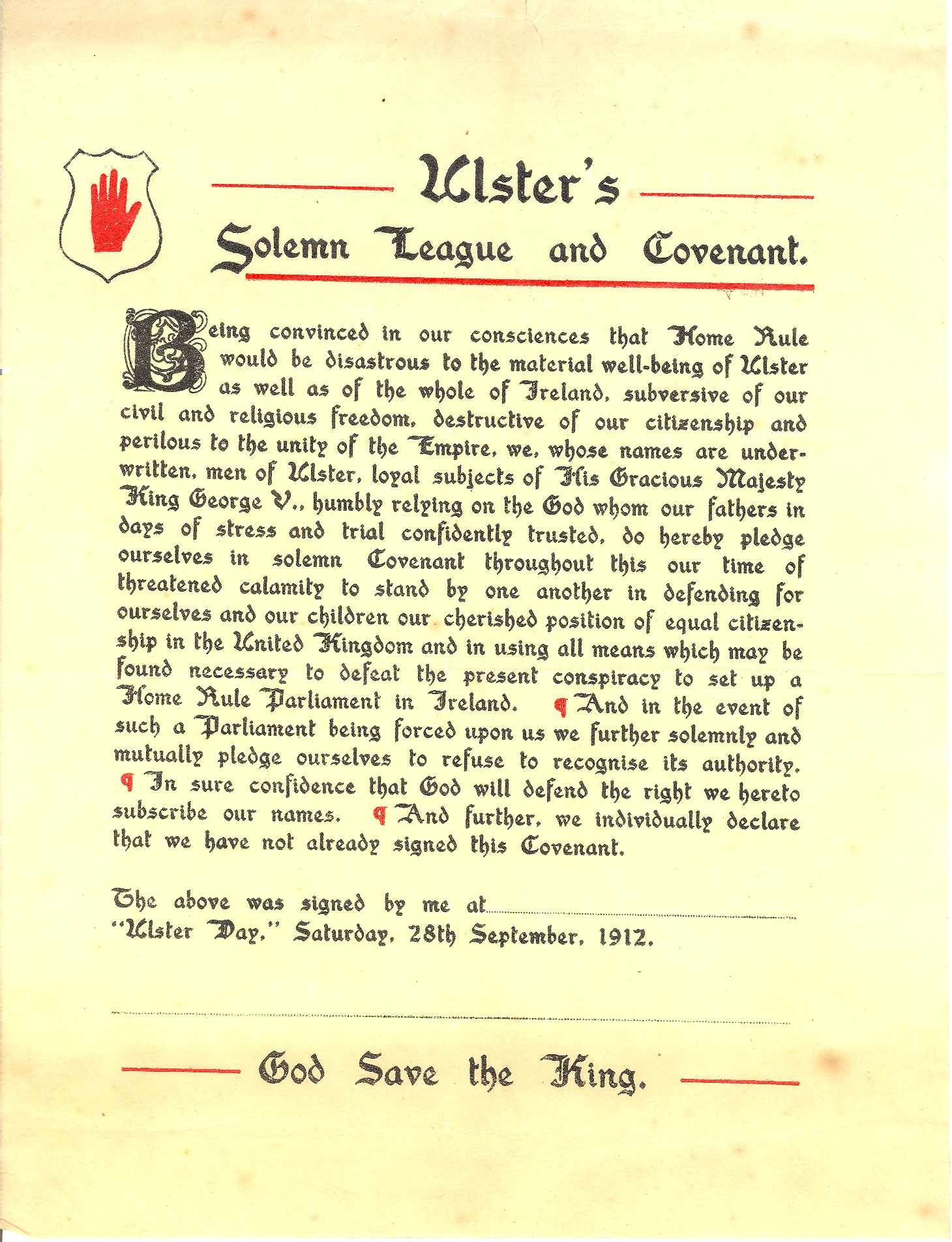
O Pacto de Ulster foi emitido em protesto contra a Terceiro Lei do Auto Governo, em setembro de 1912.

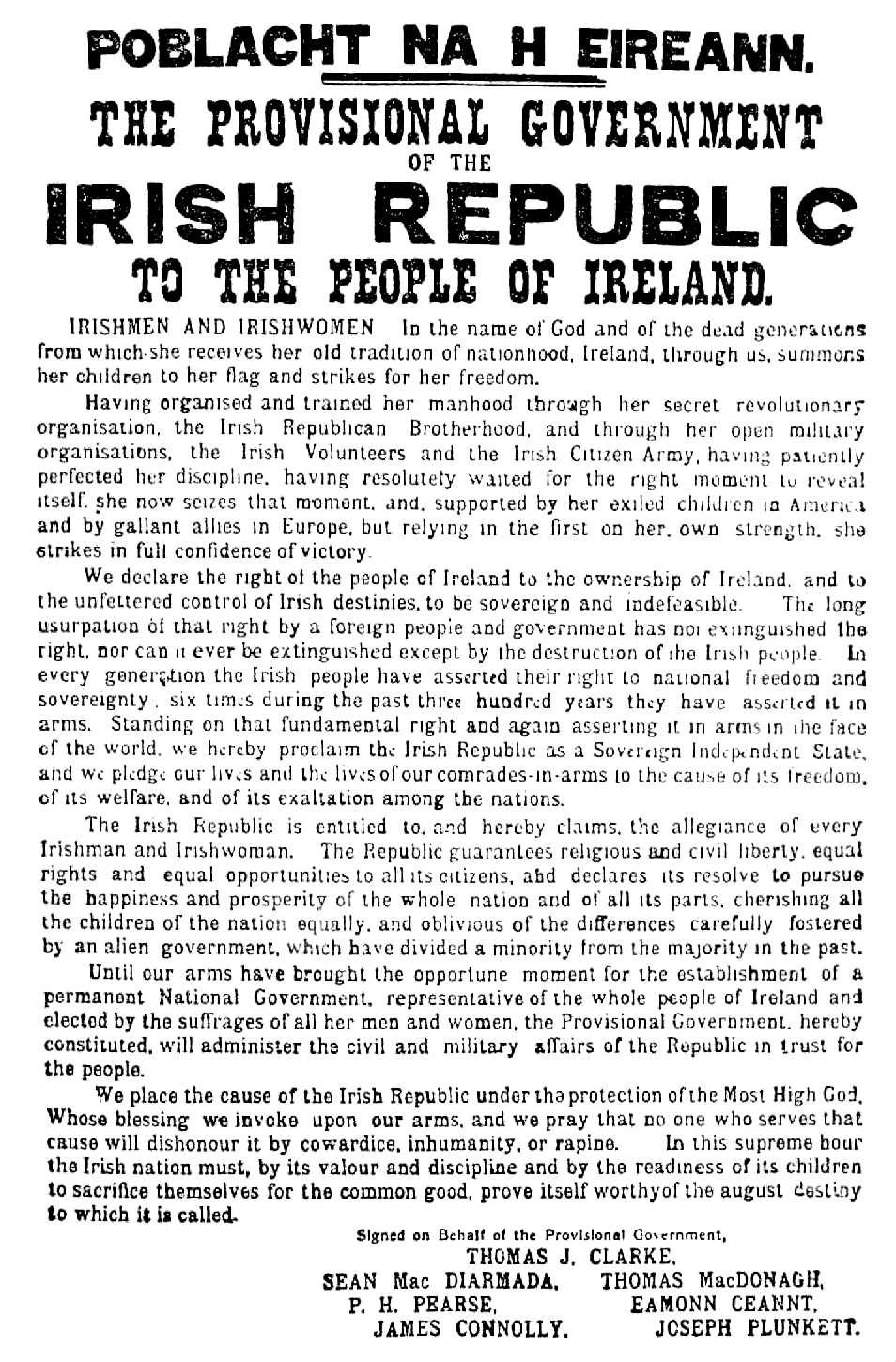
A Proclamação da República da Irlanda foi publicada durante a Revolta da Páscoa de abril de 1916.

### 1912–1922
Na segunda década do século XX, o auto governo irlandês limitado estava prestes a ser concedido devido à agitação do Partido Parlamentar Irlandês. Em resposta à campanha pelo Autogoverno, iniciada na década de 1870, os unionistas, principalmente protestantes e concentrados em Ulster, resistiram ao auto governo e à independência da Irlanda, temendo pelo seu futuro em um país predominantemente católico dominado pela Igreja Católica Romana. Em 1912, os unionistas liderados por Edward Carson assinaram o Pacto do Ulster e prometeram resistir ao auto governo, pela força, se necessário. Para isso, eles formaram a Força Voluntária Paramilitar de Ulster (UVF, em inglês).
Em resposta, os nacionalistas liderados por Eoin MacNeill formaram os Voluntários Irlandeses, cujo objetivo era se opor à UVF e garantir a promulgação da Terceira Lei do Autogoverno em caso de recalcitrância britânica ou unionista. A eclosão da Primeira Guerra Mundial, em 1914, e o envolvimento da Irlanda na guerra, temporariamente evitaram possíveis guerras civis na Irlanda e atrasaram a resolução da questão da independência da Irlanda. O autogoverno, embora aprovado no Parlamento britânico com o consentimento real, foi suspenso durante a guerra.
Os Voluntários Irlandeses se dividiram, com a maioria deles, conhecidos como Voluntários Nacionais, apoiando o esforço de guerra, e alguns se juntando a regimentos irlandeses do Novo Exército Britânico. Muitos dos que ficaram fora da guerra eram nacionalistas radicais, entre eles infiltrados da Irmandade Republicana Irlandesa. Destas fileiras vieram os que realizaram a Revolta da Páscoa em Dublin em 1916, liderados por Padraig Pearse e James Connolly. Dois anos e meio após as execuções de quinze dos líderes da Revolta, o partido separatista Sinn Féin venceu as eleições gerais de dezembro de 1918 na Irlanda, com 48% dos votos e a maioria dos assentos, e estabeleceu a Primeira Dáil de 1919 (Parlamento irlandês) em Dublin. Sua vitória foi auxiliada pela ameaça de recrutamento para o serviço da Primeira Guerra Mundial. A Guerra da Independência da Irlanda se seguiu, levando à eventual independência em 1922 para o Estado Livre Irlandês, que compreendia 26 dos 32 condados irlandeses. Em Ulster, particularmente nos seis condados que se tornaram a Irlanda do Norte, o Sinn Féin se saiu relativamente mal nas eleições de 1918, e os unionistas ganharam a maioria.
A Lei do Governo da Irlanda de 1920 dividiu a ilha da Irlanda em duas jurisdições distintas, a Irlanda do Sul e a Irlanda do Norte, ambas regiões devolutas do Reino Unido. Esta partição da Irlanda foi confirmada quando o Parlamento da Irlanda do Norte exerceu seu direito, em dezembro de 1922, sob o Tratado Anglo-Irlandês de 1921, de "optar por não participar" do recém-estabelecido Estado Livre Irlandês. Uma parte do tratado assinado em 1922 determinou que uma comissão de fronteira se sentasse para decidir onde a fronteira do estado do norte estaria em relação ao seu vizinho do sul. Após a Guerra Civil Irlandesa de 1922 a 1923, essa parte do tratado recebeu menos prioridade pelo novo governo de Dublin, liderado por W. T. Cosgrave, e foi abandonada. Como os condados Fermanagh e Tyrone e as áreas fronteiriças de Londonderry, Armagh e Down eram principalmente nacionalistas, a Comissão de Fronteira Irlandesa poderia reduzir a Irlanda do Norte para quatro condados ou menos.
A Irlanda do Norte permaneceu uma parte do Reino Unido, embora sob um sistema de governo separado, pelo qual recebeu seu próprio parlamento e um governo delegado. Embora esse acordo atendesse aos desejos dos sindicalistas de permanecer parte do Reino Unido, os nacionalistas viam a partição da Irlanda como uma divisão ilegal e arbitrária da ilha contra a vontade da maioria de seu povo. Eles argumentaram que o estado da Irlanda do Norte não era legítimo nem democrático, mas criado com uma maioria unionista que deliberadamente realizou a prática de gerrymandering. Os católicos compunham inicialmente cerca de 35% de sua população. Um total de 557 pessoas, a maioria católicas, foram mortas em violências políticas ou sectárias entre 1920 e 1922 nos seis condados que se tornariam a Irlanda do Norte, durante e após a Guerra da Independência da Irlanda. O resultado foi um conflito comunitário entre católicos e protestantes, com alguns historiadores descrevendo essa violência, especialmente a de Belfast, como um pogrom, embora o historiador Peter Hart argumente que o termo não é apropriado, dada a reciprocidade da violência na Irlanda do Norte.

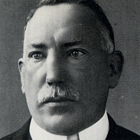
Sir James Craig, 1º Primeiro-Ministro da Irlanda do Norte, que disse: "Tudo o que me orgulho é que somos um Parlamento Protestante e um Estado Protestante".

### 1922–1966
Um remanescente marginalizado do Exército Republicano Irlandês (IRA) sobreviveu à Guerra Civil Irlandesa. Isso teria um grande impacto na Irlanda do Norte. Embora o IRA tenha sido proscrito nos dois lados da nova fronteira irlandesa, ele permaneceu ideologicamente comprometido em derrubar os governos da Irlanda do Norte e do Estado Livre pela força de armas para unificar a Irlanda. O governo da Irlanda do Norte aprovou a Lei de Poderes Especiais em 1922, concedendo amplos poderes ao governo e à polícia para internar suspeitos sem julgamento e para administrar punições corporais, como açoitamentos, para restabelecer ou preservar a lei e a ordem. A lei continuou a ser usada contra nacionalistas por muito tempo após o fim da violência desse período. Em 1920, nas eleições locais realizadas sob representação proporcional, os nacionalistas haviam conquistado o controle sobre muitos governos locais, incluindo os conselhos municipais de Fermanagh e Tyrone, e o conselho de Londonderry, que governa Derry. Em resposta, em 1922, o novo governo unionista reformulou as fronteiras eleitorais para dar aos seus partidários uma maioria e aboliu a representação proporcional em favor de uma maioria simples. Isso resultou no controle unionistas de áreas como Derry, Fermanagh e Tyrone, onde eram na verdade uma minoria de eleitores.
As posições dos dois lados passaram a ser rigorosamente definidas após esse período. De uma perspectiva unionista, os nacionalistas da Irlanda do Norte eram inerentemente desleais e determinados a forçar uma Irlanda unida. Essa ameaça justificava o tratamento preferencial dos unionistas em termos de habitação, emprego e outros campos. A prevalência de famílias maiores e, portanto, o potencial para um crescimento populacional mais rápido entre os católicos, eram vistos como uma ameaça. Os governos unionistas ignoraram o aviso de Edward Carson, em 1921, de que alienar católicos tornaria a Irlanda do Norte inerentemente instável. Após o início da década de 1920, houve incidentes ocasionais de distúrbios sectários na Irlanda do Norte. Isso incluía tumultos severos em Belfast nas décadas de 1930 e 1950, e a breve Campanha do Norte do IRA na década de 1940 e a Campanha de Fronteira entre 1956 e 1962, que não gozavam de amplo apoio popular entre os nacionalistas. Depois que o IRA interrompeu sua campanha em 1962, a Irlanda do Norte tornou-se relativamente estável por um breve período.

## Final da década de 1960 e início do Conflito
Não há um acordo sobre a data exata do início dos Problemas. Escritores diferentes sugeriram datas diferentes, como, por exemplo, a formação da moderna Força Voluntária de Ulster em 1966, a marcha pelos direitos civis em Derry em 5 de outubro de 1968, o início da 'Batalha do Bogside' em 12 de agosto de 1969 ou o destacamento de tropas britânicas em 14 de agosto de 1969.

### Campanha pelos direitos civis e reação unionista
Em março e abril de 1966, nacionalistas/republicanos irlandeses realizaram desfiles por toda a Irlanda para marcar o 50º aniversário da Revolta da Páscoa. Em 8 de março, um grupo de republicanos irlandeses dinamitou a Coluna de Nelson em Dublin. Na época, o IRA era fraco e não estava engajado em ações armadas, mas alguns sindicalistas alertaram que o exército estava prestes a ser revivido para lançar outra campanha contra a Irlanda do Norte. Em abril de 1966, os partidários liderados por Ian Paisley, um pregador fundamentalista protestante, fundaram o Comitê de Defesa da Constituição de Ulster (UCDC). Paisley também montou uma ala paramilitar no UCDC chamada Voluntários Protestantes de Ulster (UPV), para expulsar Terence O'Neill, primeiro ministro da Irlanda do Norte. Embora O'Neill fosse um unionista, eles o viam como "muito brando" com o movimento dos direitos civis e se opunham a suas políticas.
Ao mesmo tempo, um grupo lealista chamado Força Voluntária de Ulster (UVF) surgiu na área de Shankill, em Belfast. Foi liderado por Gusty Spence, um ex-soldado britânico. Muitos de seus membros também eram membros da UCDC e da UPV. Em abril e maio de 1966, o grupo bombardeou várias casas, escolas e empresas católicas com coquetéis molotov. Uma das bombas matou uma viúva protestante idosa, Matilda Gould. Em 21 de maio, a UVF declarou "guerra" contra o IRA e qualquer pessoa que o ajudasse. A UVF matou um civil católico, John Scullion, quando ele voltava para casa em 27 de maio. Um mês depois, a Força atirou em três civis católicos quando eles deixavam um pub, matando Peter Ward, um católico de Falls Road. Pouco tempo depois, a UVF foi proscrita (tornada ilegal) pelo governo da Irlanda do Norte.
Em meados da década de 1960, uma campanha não violenta de direitos civis começou na Irlanda do Norte, compreendendo grupos como a Associação dos Direitos Civis da Irlanda do Norte (NICRA), a Campanha pela Justiça Social (CSJ), o Comitê de Ação dos Cidadãos de Derry (DCAC) e a Democracia Popular, cujos objetivos declarados eram:
- fim da discriminação no emprego - mostrando evidências de que os católicos/nacionalistas tinham menos probabilidade de receber certos empregos, especialmente empregos no governo;
- fim da discriminação na alocação de moradias - mostrando evidências de que os conselhos locais controlados pelos unionistas alocavam moradias aos protestantes antes dos católicos/nacionalistas;
- um voto por pessoa- na Irlanda do Norte, apenas os chefes de família podiam votar nas eleições locais, enquanto no resto do Reino Unido todos os adultos podiam votar;
- o fim do gerrymandering das fronteiras eleitorais - isso significava que os nacionalistas tinham menos poder de voto do que os unionistas, mesmo onde os nacionalistas eram maioria;
- reforma da força policial (Royal Ulster Constabulary - RUC) - era mais de 90% protestante e criticada por sectarismo e brutalidade policial;
- revogação da Lei de Poderes Especiais - permitia à polícia fazer buscas sem mandado, deter e prender pessoas sem acusação ou julgamento, proibir assembleias ou desfiles e proibir publicações; a lei foi usada quase exclusivamente contra nacionalistas.[48][43][49][50][51]

Alguns desconfiavam e acusaram a NICRA de ser um grupo republicano cujo objetivo final era unir a Irlanda. Embora republicanos e alguns membros do IRA (então liderados por Cathal Goulding e seguindo uma agenda não violenta) tenham ajudado a criar e dirigir o movimento, eles não o controlaram e não eram uma facção dominante dentro dele.

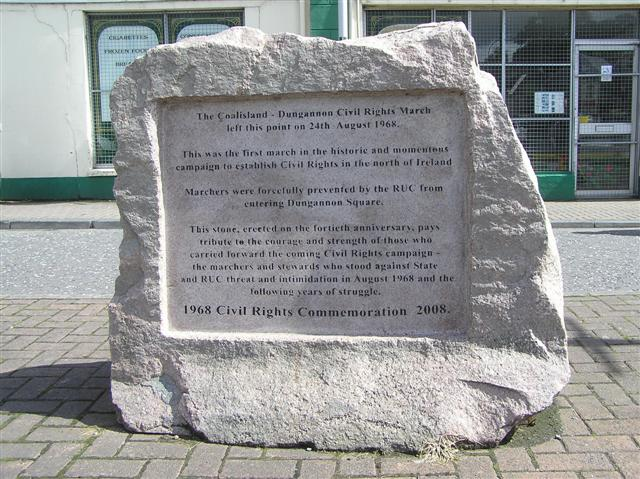
Monumento à primeira marcha dos direitos civis da Irlanda do Norte

Em 20 de junho de 1968, ativistas dos direitos civis (incluindo Austin Currie, um parlamentar nacionalista) protestaram contra a discriminação por moradia, ocupando em uma casa em Caledon. O conselho local havia alocado a casa a uma protestante solteira de 19 anos (Emily Beattie, secretária de um político local da UUP) em vez de uma das duas grandes famílias católicas com filhos que também a requisitaram. Os oficiais da RUC - um dos quais era irmão de Beattie - removeram à força os ativistas. Dois dias antes do protesto, as duas famílias católicas que estavam ocupando a casa ao lado haviam sido removidas pela polícia. Currie levou uma queixa ao conselho local e a Stormont, o edifício onde se reúne a Assembleia da Irlanda do Norte, mas foi convidado a se retirar. O incidente revigorou o movimento dos direitos civis.
Currie levou sua queixa ao conselho local e, em 24 de agosto de 1968, o movimento pelos direitos civis realizou sua primeira marcha pelos direitos civis, indo de Coalisland a Dungannon. Muitas outras marchas foram realizadas no ano seguinte. Os lealistas (especialmente os membros da UPV) atacaram algumas das marchas e realizaram contra-manifestações em uma tentativa de proibir as marchas. Por causa da falta de reação da polícia aos ataques, os nacionalistas viam a RUC, quase totalmente protestante, como apoiadores dos lealistas que permitia que os ataques ocorressem. Em 5 de outubro de 1968, uma marcha pelos direitos civis em Derry foi banida pelo governo da Irlanda do Norte. Quando manifestantes desafiaram a proibição, oficiais da RUC cercaram a marcha e a reprimiram violentamente. Mais de 100 pessoas ficaram feridas, incluindo vários políticos nacionalistas. O incidente foi filmado por equipes de notícias da televisão e exibido em todo o mundo. Isso causou indignação entre católicos e nacionalistas, provocando dois dias de tumultos em Derry entre nacionalistas e a RUC.
Alguns dias depois, um grupo de estudantes de direitos civis, Democracia Popular, foi formado em Belfast. No final de novembro, O'Neill prometeu ao movimento dos direitos civis algumas concessões, mas essas foram consideradas insuficientes pelos nacionalistas e demasiadas pelos lealistas. Em 1 de janeiro de 1969, a Democracia Popular começou uma marcha de quatro dias de Belfast a Derry, que foi repetidamente perseguida e atacada por lealistas. Na ponte de Burntollet, os manifestantes foram atacados por cerca de 200 partidários lealistas, incluindo alguns policiais de folga, armados com barras de ferro, tijolos e garrafas em uma emboscada planejada. Quando a marcha chegou a Derry, foi novamente atacada. Os manifestantes alegaram que a polícia não fez nada para protegê-los e que alguns policiais ajudaram os agressores. Naquela noite, os oficiais da RUC foram violentos na área de Bogside, em Derry, atacando casas católicas, atacando e ameaçando moradores com abusos sectários. Em março e abril de 1969, os lealistas bombardearam instalações de água e eletricidade na Irlanda do Norte, jogando a culpa no IRA (que não estava em atuação na época) e por elementos do movimento pelos direitos civis. Alguns ataques deixaram grande parte de Belfast sem energia e água. Os lealistas esperavam que os atentados obrigassem O'Neill a renunciar e poria fim a qualquer concessão aos nacionalistas. Houve seis atentados entre 30 de março e 26 de abril de 1969. A culpa de todos caiu no IRA, e soldados britânicos foram enviados para guardar as instalações de infraestrutura. O apoio unionista a O'Neill diminuiu e, em 28 de abril, ele renunciou ao cargo de primeiro-ministro.

### Revoltas de agosto de 1969 e consequências
Em 19 de abril, houve confrontos entre os manifestantes da NICRA, a RUC e os partidários do Bogside. Os oficiais da RUC entraram na casa de Samuel Devenny (42), um civil católico não envolvido nos confrontos, e o espancaram juntamente com duas de suas filhas adolescentes e um amigo da família. Uma das filhas foi espancada enquanto estava inconsciente, se recuperando de uma cirurgia. Devenny sofreu um ataque cardíaco e morreu em 17 de julho, em decorrência de seus ferimentos. Em 13 de julho, oficiais da RUC espancaram um civil católico, Francis McCloskey (67), durante confrontos em Dungiven. Ele morreu no dia seguinte.
Em 12 de agosto, o grupo lealista Apprentice Boys of Derry foi autorizado a marchar ao longo do Bogside. Provocações e mísseis foram trocados entre os lealistas e os residentes nacionalistas. Depois de ser bombardeada com pedras e coquetéis molotov lançados por nacionalistas, a RUC, apoiada por lealisltas, tentou invadir o Bogside. A RUC usou gás CS, veículos blindados e canhões de água, mas foi mantida à distância por centenas de nacionalistas. A luta contínua, que ficou conhecida como Batalha do Bogside, durou dois dias.
Em resposta aos eventos em Derry, nacionalistas realizaram protestos nas bases da RUC em Belfast e em outros lugares. Alguns destes levaram a confrontos com a RUC e ataques às bases policiais. Em Belfast, os lealistas reagiram invadindo distritos nacionalistas, queimando casas e lojas. Houve batalhas armadas entre nacionalistas e a RUC, e entre nacionalistas e lealistas. Um grupo de cerca de 30 membros do IRA esteve envolvido nos combates em Belfast. A RUC enviou carros blindados Shorland montados com metralhadoras Browning. Os Shorlands duas vezes abriram fogo contra um bloco de apartamentos em um distrito nacionalista, matando um garoto de nove anos, Patrick Rooney. Oficiais da RUC abriram fogo contra manifestantes em Armagh, Dungannon e Coalisland.
Durante os distúrbios, em 13 de agosto, Taoiseach Jack Lynch fez um discurso na televisão. Ele condenou a RUC e disse que o governo irlandês "não pode mais ficar parado e ver pessoas inocentes feridas e talvez até pior". Ele pediu a implantação de uma força de paz das Nações Unidas e disse que hospitais de campo do Exército Irlandês estavam sendo montados na fronteira no Condado de Donegal, perto de Derry. Lynch acrescentou que a re-unificação irlandesa seria a única solução permanente. Alguns interpretaram o discurso como uma ameaça de intervenção militar. Após os distúrbios, Lynch ordenou que o exército irlandês planejasse uma possível intervenção humanitária na Irlanda do Norte. O plano, chamado Exercício Armagedom, foi rejeitado e permaneceu classificado por trinta anos.
De 14 a 15 de agosto, tropas britânicas foram destacadas em Derry e Belfast para restaurar a ordem, mas não tentaram entrar em Bogside, encerrando temporariamente os distúrbios. O Exército irlandês montou campos de refugiados na República, perto da fronteira. Os nacionalistas inicialmente receberam bem o exército britânico, pois não confiavam na RUC.

Em 9 de setembro, o Comitê Conjunto de Segurança da Irlanda do Norte se reuniu no Castelo de Stormont e decidiu que:
Uma linha de paz deveria ser estabelecida para separar fisicamente as comunidades de Falls e Shankill. Inicialmente, isso assumiria a forma de uma cerca temporária de arame farpado, que seria ocupada pelo Exército e pela Polícia [...]Foi acordado que a linha de paz não deveria se tornar permanente, embora se reconhecesse que as barreiras talvez precisassem ser fortalecidas em alguns locais.
Em 10 de setembro, o exército britânico iniciou a construção do primeiro "muro da paz". Foi o primeiro de muitos muros na Irlanda do Norte que ainda hoje existem.
Após os distúrbios, foi criado o "Comitê Hunt" para examinar o recrutamento, a organização, a estrutura e a composição da Royal Ulster Constabulary e do Ulster Special Constabulary e suas respectivas funções e recomendar, se necessário, quais mudanças seriam necessárias para garantir a aplicação eficiente da lei e ordem na Irlanda do Norte. O comitê publicou seu relatório em 12 de outubro, recomendando que a RUC se tornasse uma força desarmada e os B Specials fossem dissolvidos. Naquela noite, lealistas foram às ruas de Belfast em protesto contra o relatório. Durante a violência em Shankill, os membros da UVF mataram a tiros o oficial da RUC Victor Arbuckle. Ele foi o primeiro oficial da RUC a ser morto durante os problemas. Entre outubro e dezembro de 1969, a UVF realizou uma série de pequenos atentados na República da Irlanda.

## Década de 1970

### Picos de violência no início da década

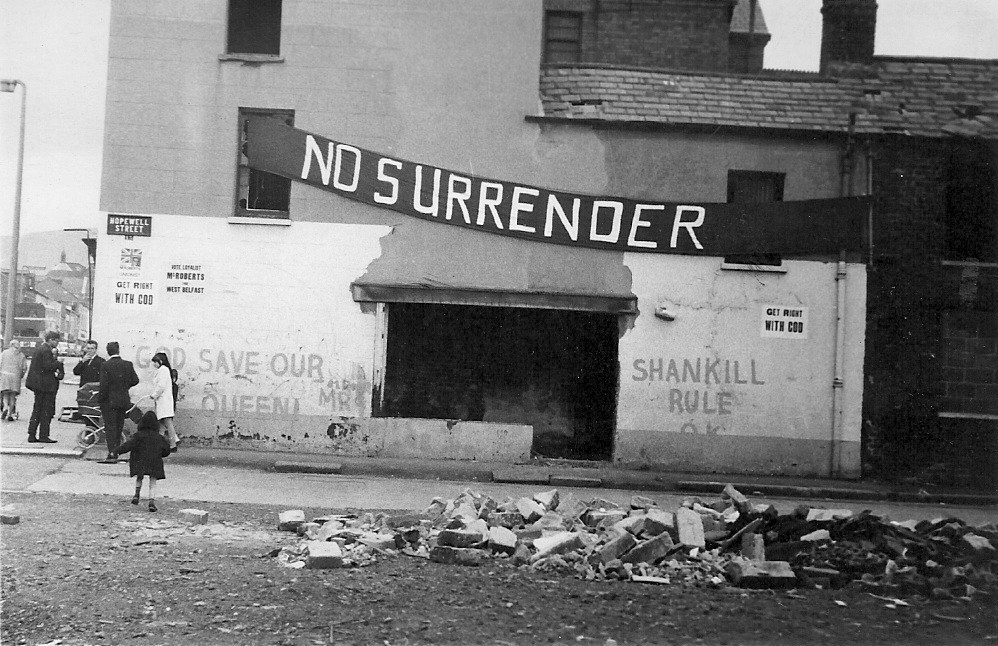
Faixa e grafite lealista em um prédio na área de Shankill, em Belfast, 1970

Apesar da tentativa do governo britânico de "não fazer nada que sugira parcialidade a uma parte da comunidade" e a melhoria do relacionamento entre o Exército e a população local após a assistência do Exército no alívio de inundações em agosto de 1970, o toque de recolher de Falls e uma situação que foi descrita na época como "um sectarismo inflamado, que está sendo deliberadamente explorado pelo IRA e outros extremistas" significou que as relações entre a população católica e o exército britânico deterioraram-se rapidamente.
De 1970 a 1972, um pico de violência política ocorreu na Irlanda do Norte. A violência atingiu o auge em 1972, quando quase 500 pessoas, pouco mais da metade delas civis, perderam a vida, o pior ano de todo o conflito.
No final de 1971, 29 barricadas haviam sido instaladas em Derry, bloqueando o acesso ao que era conhecido como Free Derry, uma área nacionalista autônoma autodeclarada de Derry, Irlanda do Norte, que existiu entre 1969 e 1972; 16 deles eram intransponíveis até para os veículos blindados de uma tonelada do exército britânico. Muitas das "áreas proibidas" nacionalistas ou republicanas eram controladas por uma das duas facções do Exército Republicano Irlandês - o IRA Provisório e o IRA Oficial. Existem várias razões pelas quais a violência aumentou nesses anos.
Os unionistas afirmam que o principal motivo foi a formação do IRA Provisório e do IRA Oficial, particularmente o primeiro. Esses dois grupos foram formados quando o IRA se dividiu nas facções "Provisória" e "Oficial". Enquanto o IRA mais velho adotara resistência civil não violenta, o novo IRA provisório estava determinado a travar uma "luta armada" contra o domínio britânico na Irlanda do Norte. O novo IRA estava disposto a assumir o papel de "defensor da comunidade católica", em vez de buscar a unidade ecumênica da classe trabalhadora nas duas comunidades.
Os nacionalistas apontam para uma série de eventos nesses anos para explicar o aumento da violência. Um desses incidentes foi o toque de recolher de Falls em julho de 1970, quando 3 000 soldados impuseram um toque de recolher na área nacionalista de Lower Falls em Belfast, disparando mais de 1 500 cartuchos de munição em tiroteios contra o IRA Oficial e matando quatro pessoas. Outra foi a introdução de detenção sem julgamento em 1971 (dos 350 detidos iniciais, nenhum era protestante). Além disso, devido à falta de serviços de inteligência, muito poucos dos detidos eram apenas ativistas republicanos na época, mas alguns tornaram-se cada vez mais radicalizados como resultado de suas experiências.

### Domingo sangrento e consequências
Um terceiro evento, o "Domingo Sangrento", foi o assassinato de treze civis homens desarmados pelo Exército Britânico em um comício anti-internamento em Derry, em 30 de janeiro de 1972 (um décimo quarto homem morreu devido a seus ferimentos alguns meses depois), enquanto outros civis foram feridos. A marcha havia sido organizada pela Associação dos Direitos Civis da Irlanda do Norte (NICRA). Os soldados envolvidos eram membros do 1º Batalhão, Regimento de Pára-Quedas, também conhecido como "1 Para".
A rota planejada pelos organizadores do evento levá-los-ia até à praça Free Derry Corner, mas por causa das barricadas do exército britânico posicionadas na rua William, a manifestação foi redirecionada pela rua Rossville. Entretanto, um pequeno grupo de adolescentes abandonou a marcha e persistiu em avançar para a barricada e marchar pela rua Willian. Alega o exército britânico que os seus soldados foram recebidos com pedras, insultos às tropas e tiros, apesar de nenhuma arma ter sido encontrada no local. Neste ponto, canhões de água, gás lacrimogêneo e balas de borracha foram usadas para dispersar os manifestantes. Tais confrontos entre soldados e jovens eram comuns, embora observadores relatassem que os motins, em geral, não eram intensos. Dois civis, Damien Donaghy e John Johnston, foram baleados e feridos por soldados em William Street, pois o último estava carregando um objeto cilíndrico preto que se assemelhava a uma arma.
Às 16h07 o comando do primeiro batalhão do regimento de paraquedistas deu permissão aos seus soldados para prender o maior número de manifestantes possível. A fim de escapar do avanço das tropas, um rapaz foi baleado e morto, quando corria pela Chamberlain Street. Na correria, Jackie Duddy e o padre Edward Daly, também foram baleados pelas costas.
Após 25 minutos de tiroteio, 13 manifestantes estavam mortos, vítimas das armas inglesas sob comando do Major Ted Ioden, e outros 14 feridos (um dos feridos morreu meses depois devido aos ferimentos). Muitos dos mortos foram atingidos ao tentarem socorrer pessoas vítimas de tiros.
Das quatorze vítimas mortas, seis eram menores de idade e um sétimo ferido faleceu meses depois em decorrência dos ferimentos. Todas as vítimas estavam desarmadas e cinco delas foram alvejadas pelas costas. Os manifestantes protestavam contra a política do governo britânico de prender pessoas suspeitas de terrorismo sem um julgamento prévio e contra as desigualdades religiosas presentes na Irlanda do Norte. O incidente terminou por fortalecer ainda mais o Exército Republicano Irlandês (IRA), - organização clandestina que lutava pela separação da Irlanda do Norte em relação ao Reino Unido para obter posterior união com a República da Irlanda - e por aumentar ainda mais o ressentimento dos católicos para com o Reino Unido.
Este foi um dos eventos mais importantes que ocorreram durante o Conflito da Irlanda do Norte, pois foi registrado como o maior número de civis mortos em um único incidente de tiro durante os Problemas, embora mais tenham sido mortos no incidente de Omagh em 1998. O Domingo Sangrento aumentou muito a hostilidade de católicos e nacionalistas irlandeses em relação às forças armadas e ao governo britânico, enquanto elevava significativamente as tensões durante o Conflito. Como resultado, o Exército Republicano Irlandês Provisório (IRA) ganhou mais apoio, especialmente através do aumento do número de recrutas nas áreas locais.
Após a introdução do internamento, houve inúmeras batalhas entre o exército britânico e o IRA Provisório e Oficial. Entre 1971 e 1975, 1 981 pessoas foram internadas; 1 874 eram católicos/republicanos, enquanto 107 eram protestantes/lealistas. Houve denúncias generalizadas de abuso e até tortura de detidos. Eram utilizadas nesses internamentos as chamadas "cinco técnicas", métodos de interrogatório originalmente desenvolvidos pelos militares britânicos em outros teatros operacionais e aplicados aos detidos durante os problemas na Irlanda do Norte. Elas eram:
1. Permanência em pé na parede: forçando os detidos a permanecerem por períodos de algumas horas em uma "posição de estresse", descrita por quem foi submetida à essa técnica como estar "encostado contra a parede, com os dedos bem acima da cabeça contra a parede; pernas afastadas e pés para trás, fazendo com que fiquem na ponta dos pés com o peso do corpo principalmente nos dedos";
2. Uso de capuz: colocar um saco sobre a cabeça dos detidos e, pelo menos inicialmente, mantê-lo lá o tempo todo, exceto durante o interrogatório;
3. Sujeição ao barulho: enquanto aguardam os interrogatórios, os detidos eram mantidos em uma sala onde havia um ruído alto e sibilante contínuo;
4. Privação do sono: aguardando seus interrogatórios, os detidos eram impedidos de dormir;
5. Privação de comida e bebida: sujeitar os detidos a uma dieta reduzida durante a estadia no centro e os interrogatórios pendentes.[88]

As "cinco técnicas" posteriormente foram consideradas ilegais pelo Tribunal Europeu dos Direitos Humanos.
O IRA Provisório, ou "Provos", como ficou conhecidos, procurou se estabelecer como defensor da comunidade nacionalista. O IRA Oficial (OIRA) iniciou sua própria campanha armada em reação à violência em andamento. A campanha ofensiva do IRA Provisório começou no início de 1971, quando o Conselho do Exército sancionou ataques ao Exército britânico.
Em 1972, o IRA Provisório matou aproximadamente 100 membros das forças de segurança, feriu outras 500 e executou aproximadamente 1 300 atentados, principalmente contra metas comerciais que eles consideravam "a economia artificial". A campanha de bombardeios matou muitos civis, principalmente na Sexta-Feira Sangrenta, em 21 de julho, quando 22 bombas foram detonadas no centro de Belfast, matando sete civis e dois soldados e ferindo 130 pessoas.
No mesmo ano, o IRA Oficial matou dezenas de soldados e feriu vários outros, principalmente por ataques com armas. O IRA Oficial cancelou sua campanha em maio de 1972.
As tropas britânicas estacionadas na Irlanda do Norte atingiram uma proporção de 20 para 1 000 civis, a maior taxa encontrada na história da guerra de contra-insurgência, superior à alcançada durante a Emergência Malaia, com a qual o conflito é frequentemente comparado. A Operação Motorman, resposta militar ao conflito, foi a maior operação militar na Irlanda desde a Guerra da Independência da Irlanda. No total, quase 22 000 forças britânicas foram envolvidas. Nos dias anteriores a 31 de julho, cerca de 4 000 soldados extras foram levados para a Irlanda do Norte.
Apesar de um cessar-fogo temporário em 1972 e de conversas com autoridades britânicas, integrantes do Provos estavam determinados a continuar sua campanha até a conquista de uma Irlanda unida. O governo do Reino Unido em Londres, acreditando que o governo da Irlanda do Norte era incapaz de conter a situação de segurança, procurou assumir o controle da lei e da ordem. Como isso era inaceitável para o governo da Irlanda do Norte, o governo britânico adotou uma legislação de emergência (Ato [Disposições Provisórias da Irlanda do Norte de 1972), que suspendeu o parlamento e o governo, controlado pelos unionistas, e introduziu o "domínio direto" de Londres. O domínio direto foi inicialmente planejado como uma medida de curto prazo; a estratégia de médio prazo era restaurar o autogoverno na Irlanda do Norte em uma base aceitável para unionistas e nacionalistas. O acordo se mostrou ilusório, no entanto, e os problemas continuaram ao longo das décadas de 1970, 1980 e 1990, em um contexto de impasse político. A existência de "áreas proibidas" em Belfast e Derry foi um desafio à autoridade do governo britânico na Irlanda do Norte, e o Exército britânico demoliu as barricadas e restabeleceu o controle sobre as áreas durante a Operação Motorman em 31 de julho de 1972.

### Acordo de Sunningdale e greve do UWC

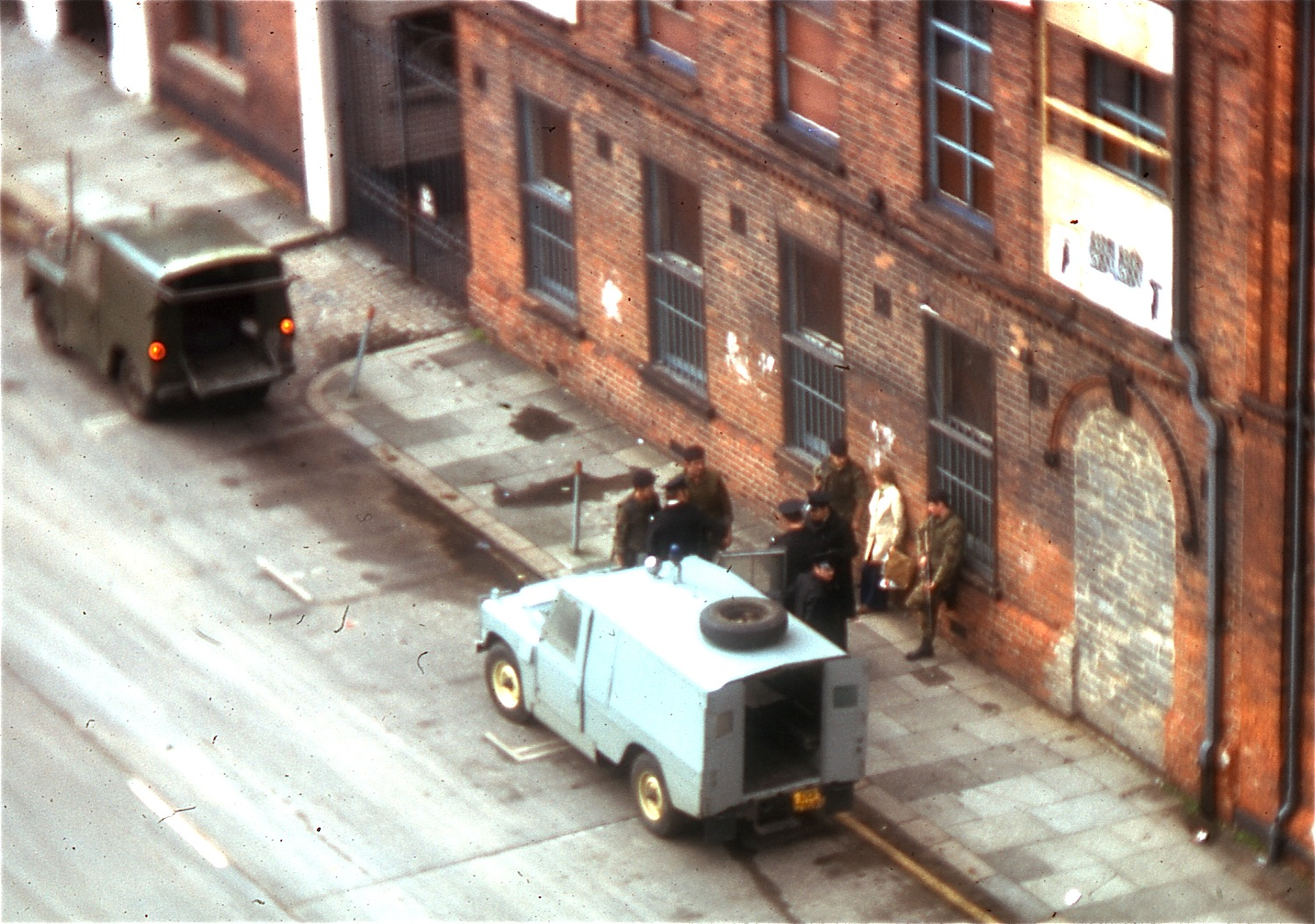
Tropas e policiais britânicos, com dois veículos, investigam um casal na rua atrás do Europa Hotel, em Belfast, 1974. Eles foram levados mais tarde.

Em junho de 1973, após a publicação de um Livro Branco britânico e de um referendo em março sobre o status da Irlanda do Norte, foi estabelecido um novo órgão parlamentar, a Assembleia da Irlanda do Norte. As eleições foram realizadas em 28 de junho. Em outubro de 1973, os principais partidos nacionalistas e unionistas, juntamente com os governos britânico e irlandês, negociaram o Acordo de Sunningdale, que pretendia produzir um acordo político na Irlanda do Norte, mas com a chamada "dimensão irlandesa" envolvendo a República.
O acordo previa "compartilhamento de poder" - a criação de um executivo contendo sindicalistas e nacionalistas - e um "Conselho da Irlanda" -  um organismo composto por ministros da Irlanda do Norte e da República, destinado a incentivar a cooperação transfronteiriça. As semelhanças entre o Acordo de Sunningdale e o Acordo de Belfast de 1998 levaram alguns comentaristas a caracterizá-lo como "Sunningdale para alunos lentos". Essa afirmação foi criticada por cientistas políticos, um dos quais afirmou que "há diferenças significativas entre eles [Sunningdale e Belfast], tanto em termos de conteúdo quanto nas circunstâncias que envolvem sua negociação, implementação e operação".
Os unionistas se dividiram em relação ao Acordo de Sunningdale, que também teve resistência por parte do IRA, cujo objetivo permaneceu sendo o fim do domínio britânico na Irlanda do Norte. Muitos unionistas se opuseram ao conceito de compartilhamento de poder, argumentando que não era possível compartilhar o poder com aqueles que buscavam a destruição do Estado, ou seja, os nacionalistas. Talvez mais significativo, no entanto, tenha sido a oposição sindicalista à "dimensão irlandesa" e ao Conselho da Irlanda, que era visto como um parlamento em espera para toda a Irlanda.
Comentários de um jovem conselheiro do Partido Social Democrata e Trabalhista (SDLP), Hugh Logue, para uma audiência no Trinity College Dublin de que Sunningdale era a ferramenta "pela qual os unionistas serão levados para uma Irlanda unida" também prejudicou as chances de significativo apoio unionista ao acordo. Em janeiro de 1974, Brian Faulkner foi deposto como líder do Partido Unionista do Ulster (UUP) e substituído por Harry West. 
Uma eleição geral do Reino Unido em fevereiro de 1974 deu aos unionistas anti-Sunningdale a oportunidade de testar a opinião unionista com o slogan "Dublin está apenas a uma Sunningdale de distância", e o resultado galvanizou seus apoiadores: eles conquistaram 11 dos 12 assentos, conquistando 58% dos votos, e a maioria dos demais foi para nacionalistas e unionistas pró-Sunningdale.
Por fim, no entanto, o Acordo de Sunningdale foi derrubado por uma ação de massa por parte de paramilitares lealistas (principalmente a Associação de Defesa de Ulster) e trabalhadores, que formaram o Conselho de Trabalhadores de Ulster (UWC). Eles organizaram uma greve geral, a greve do Conselho dos Trabalhadores de Ulster. Isto restringiu severamente a Irlanda do Norte e cortou serviços essenciais como água e eletricidade. Os nacionalistas argumentam que o governo britânico não fez o suficiente para acabar com essa greve e apoiar a iniciativa de Sunningdale. Há evidências de que a greve foi incentivada ainda mais pelo MI5, como parte de sua campanha para 'desorientar' o governo do primeiro-ministro britânico Harold Wilson.
Diante de tal oposição, os unionistas pró-Sunningdale renunciaram ao governo de partilha de poder e o novo regime entrou em colapso. Três dias após a greve do UWC, em 17 de maio de 1974, duas equipes da UVF, das brigadas de Belfast e Mid-Ulster, detonaram três carros-bomba sem aviso no centro da cidade de Dublin durante a hora do rush da noite de sexta-feira, resultando em 26 mortes e quase 300 feridos. Noventa minutos depois, um quarto carro-bomba explodiu em Monaghan, matando mais sete pessoas. Ninguém nunca foi condenado por esses ataques, com os atentados sendo o ataque mais mortal da história dos Problemas.

### Proposta de uma Irlanda do Norte independente
Harold Wilson havia se encontrado secretamente com o IRA em 1971, enquanto líder da oposição; durante seu mandato novamente se reuniu com o IRA para negociar um cessar-fogo no final de 1974 e no início de 1975. Durante as reuniões, as partes discutiram a possibilidade de retirada britânica de uma Irlanda do Norte independente. O fracasso de Sunningdale levou a séria consideração da independência em Londres até novembro de 1975. Se a retirada ocorresse - à qual Wilson apoiava, mas outros, incluindo James Callaghan, se opunham - a região se tornaria um domínio separado da Comunidade Britânica.
As negociações britânicas com uma organização ilegal irritaram o governo irlandês. Os irlandeses não conheciam os procedimentos, mas temiam que os britânicos estivessem pensando em abandonar a Irlanda do Norte. O ministro das Relações Exteriores Garret FitzGerald discutiu, em um memorando de junho de 1975, as possibilidades de retirada e independência ordenadas, repartição da ilha ou um colapso da Irlanda do Norte em guerra civil e anarquia. O memorando preferia uma independência negociada como o melhor dos três "piores cenários", mas concluiu que o governo irlandês poderia fazer pouco.
O governo irlandês já havia falhado em impedir que o IRA incendiasse a Embaixada Britânica em 1972. Acreditava que não poderia ampliar o pequeno exército de 12 500 homens do país sem consequências negativas. Uma guerra civil na Irlanda do Norte causaria muitas mortes por lá e graves consequências para a República, pois o público exigiria que o governo interviesses para proteger os nacionalistas. FitzGerald alertou Callaghan que a falha em intervir, apesar da incapacidade da Irlanda de fazê-lo, "ameaçaria o governo democrático na República", o que por sua vez comprometia a segurança britânica e europeia contra os países comunistas e outros estrangeiros.
O governo irlandês temia tanto as consequências de uma Irlanda do Norte independente que FitzGerald se recusou a pedir aos britânicos que não se retirassem - pois temia que discutir abertamente a questão permitisse que os britânicos prosseguissem - e outros membros do governo se opuseram ao gabinete irlandês, discutindo o que FitzGerald se referia como um "cenário do juízo final". Ele escreveu em 2006 que "nem então nem desde então a opinião pública da Irlanda percebeu o quão perto do desastre nossa ilha inteira chegou nos últimos dois anos da presidência de Harold Wilson".

### Meados dos anos 1970
Merlyn Rees, a secretária de Estado da Irlanda do Norte, suspendeu a proscrição contra a UVF em abril de 1974. Em dezembro, um mês após os atentados a bomba em Birmingham que mataram 21 pessoas, o IRA declarou um cessar-fogo; teoricamente, isso duraria a maior parte do ano seguinte. Não obstante o cessar-fogo, os assassinatos sectários realmente aumentaram em 1975, juntamente com disputas internas entre grupos paramilitares rivais. Isso fez de 1975 um dos "anos mais sangrentos do conflito".
Em 31 de julho de 1975, em Buskhill, nos arredores de Newry, a popular banda de cabaré irlandesa The Miami Showband estava voltando para casa em Dublin depois de um show em Banbridge, quando foi emboscada por homens armados da UVF (brigada de Mid-Ulster) vestindo uniformes do Exército Britânico em um falso posto de controle militar na estrada na estrada A1. Três dos membros da banda, dois católicos e um protestante, foram mortos a tiros, enquanto dois dos homens da UVF foram mortos quando a bomba que eles carregaram no microônibus da banda detonou prematuramente.
Em janeiro de 1976, onze trabalhadores protestantes foram mortos a tiros em Kingsmill, Condado de Armagh, depois de terem sido ordenados a sair do ônibus por uma gangue republicana armada, que se autodenominava Força de Ação Republicana do Sul de Armagh. Um homem sobreviveu apesar de ter sido baleado 18 vezes, deixando dez fatalidades. Esses assassinatos teriam sido uma retaliação a um ataque lealista contra as famílias Reavey e O'Dowd na noite anterior.
A violência continuou no resto da década de 1970. O governo britânico restabeleceu a proibição contra a UVF em outubro de 1975, tornando-a novamente uma organização ilegal. Quando o cessar-fogo do IRA Provisório terminou no início de 1976 e o grupo voltou à violência, o Provo havia perdido a esperança de que pudesse forçar uma rápida retirada britânica da Irlanda do Norte e, em vez disso, desenvolveu uma estratégia conhecida como a "Guerra Longa", que envolveu uma campanha de violência menos intensa, porém mais sustentada, que poderia continuar indefinidamente. O cessar-fogo do IRA Oficial de 1972, no entanto, provou-se permanente, e o movimento "oficial" acabou evoluindo para o Partido dos Trabalhadores, rejeitando completamente a violência. No entanto, uma facção dos Oficiais" - o Exército Irlandês de Libertação Nacional (INLA) - continuou uma campanha de violência em 1974.

### Final da década de 1970
No final da década de 1970, o cansaço da guerra era visível nas duas comunidades. Um sinal disso foi a formação de um grupo conhecido como "Community for Peace People", que ganhou o Prêmio Nobel da Paz em 1976. O Peace People organizou grandes manifestações pedindo o fim da violência paramilitar. Sua campanha perdeu força, no entanto, depois que eles apelaram à comunidade nacionalista para fornecer informações sobre o IRA às forças de segurança.
A década terminou com um duplo ataque do IRA contra os britânicos. Em 27 de agosto de 1979, Lord Mountbatten, de férias em Mullaghmore, no Condado de Sligo, foi morto por uma bomba plantada em seu barco. Três outras pessoas também foram mortas: Lady Brabourne, a mãe idosa do genro de Mountbatten; e dois adolescentes, um neto de Mountbatten e um barqueiro local. Nesse mesmo dia, dezoito soldados britânicos, principalmente membros do Regimento de Paraquedas, foram mortos por duas bombas de controle remoto na emboscada de Warrenpoint, no Condado de Down.
Sucessivos governos britânicos, que não conseguiram um acordo político, tentaram "normalizar" a Irlanda do Norte. Os aspectos incluíam o fim da internação sem julgamento e a remoção do status político dos presos paramilitares. A partir de 1972, paramilitares foram julgados em tribunais sem juri, as chamadas Cortes Diplock, para evitar a intimidação dos jurados. Sendo condenados, eles deveriam ser tratados como criminosos comuns. A resistência a essa política entre os prisioneiros republicanos levou mais de 500 deles à prisão de Maze iniciando novos protestos. Seus protestos culminaram em greves de fome em 1980 e 1981, visando a restauração do status político, bem como outras concessões.

## Década de 1980
Na greve de fome da Irlanda em 1981, dez prisioneiros republicanos (sete do IRA provisório e três do INLA) morreram de fome. O primeiro grevista a morrer, Bobby Sands, havia sido eleito para o Parlamento com a plataforma Anti-H-Block, assim como seu agente eleitoral Owen Carron após a morte de Sands. As greves de fome ressoaram entre muitos nacionalistas; mais de 100 000 pessoas assistiram à missa fúnebre de Sands em West Belfast e milhares compareceram às dos outros grevistas da fome. De uma perspectiva republicana irlandesa, o significado desses eventos foi demonstrar o potencial de uma estratégia política e eleitoral.
Na esteira das greves de fome, o Sinn Féin, que se tornou o braço político do IRA Provisório, começou a disputar eleições pela primeira vez na Irlanda do Norte (como abstencionistas) e na República. Em 1986, o Sinn Féin reconheceu a legitimidade do Dáil irlandês, o que fez com que um pequeno grupo de membros se separasse e formasse o Sinn Féin Republicano.

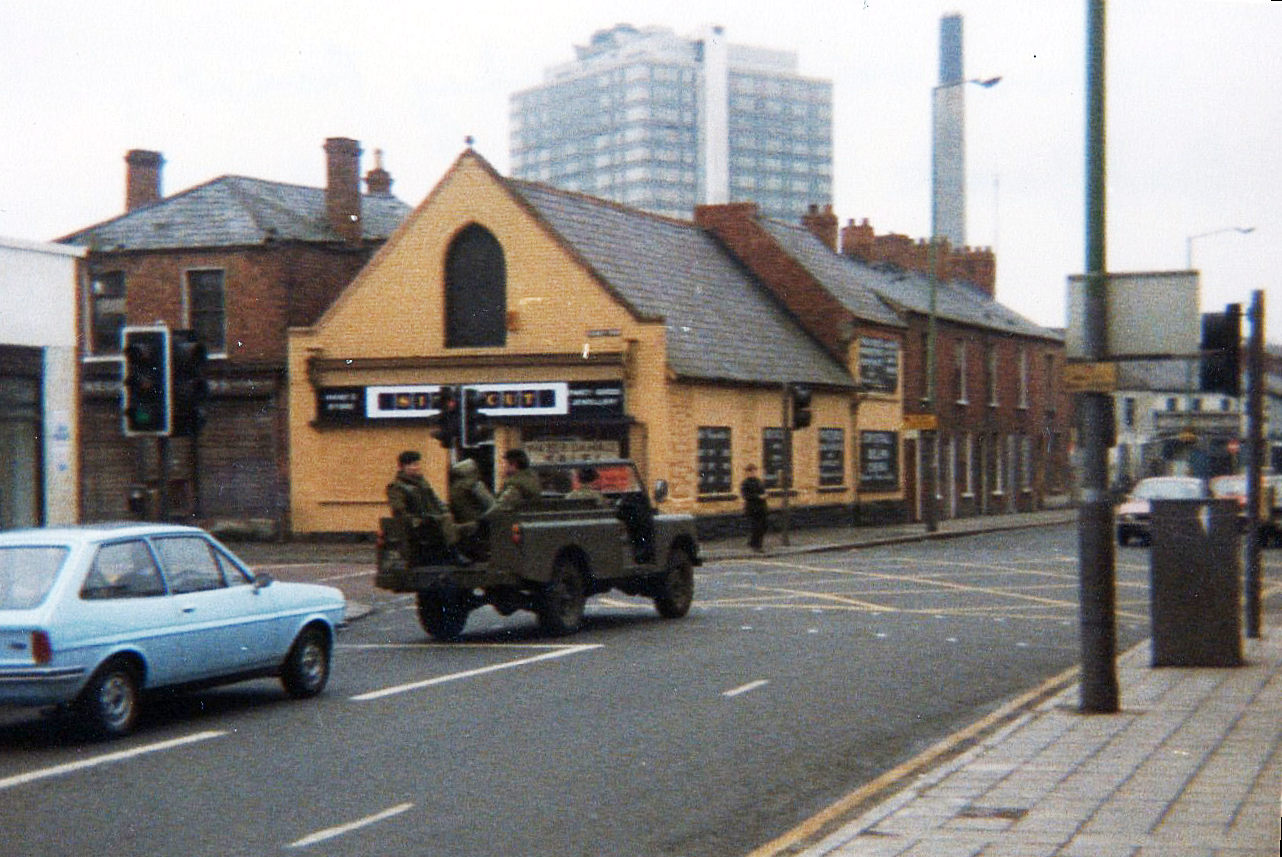
Exército Britânico em Belfast, 1981

A "longa guerra" do IRA foi impulsionada por grandes doações de armas da Líbia na década de 1980, motivadas pela raiva de Muammar Gaddafi contra a primeira-ministra britânica, Margaret Thatcher, por ajudar o governo Reagan no bombardeio de Trípoli, que supostamente matou um dos filhos de Gaddafi. Além disso, o IRA recebeu financiamento de apoiadores nos Estados Unidos e em outros lugares da diáspora irlandesa.

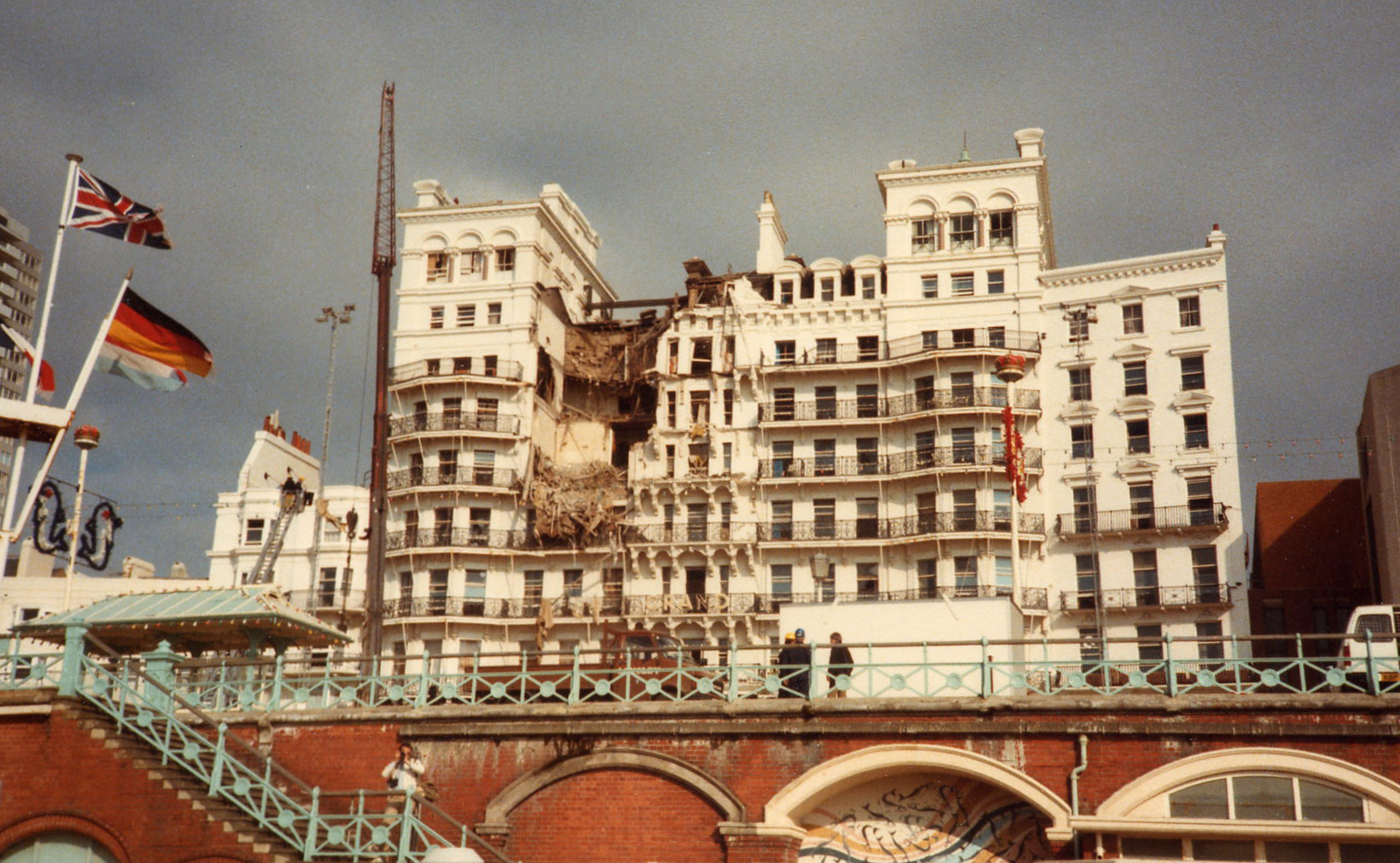
Grand Brighton Hotel após o ataque à bomba do IRA em outubro de 1984

Em 1982, o IRA bombardeou cerimônias militares no Hyde Park e no Regent's Park em Londres, matando quatro soldados, sete músicos e sete cavalos. O INLA era altamente ativo no início e em meados da década de 1980. Em 1982, o grupo bombardeou uma discoteca frequentada por soldados britânicos, matando 11 soldados e seis civis. Uma das ações mais notórias do IRA neste período foi o atentado a bomba em um hotel de Brighton em 12 de outubro de 1984, onde políticos, incluindo Thatcher, estavam hospedados para uma conferência do Partido Conservador. A bomba, que explodiu nas primeiras horas da manhã, matou cinco pessoas, incluindo o parlamentar conservador Sir Anthony Berry, e feriu outras 34.
Em 28 de fevereiro de 1985 em Newry, nove oficiais da RUC foram mortos em um ataque com morteiro à delegacia de polícia. O ataque foi planejado pela Brigada de Armagh do Sul do IRA e uma unidade do IRA em Newry. Nove projéteis foram disparados de um morteiro Mark 10 que foi aparafusado na parte de trás de uma van Ford sequestrada em Crossmaglen. Oito projéteis atingiram a delegacia; o nono atingiu uma cabine portátil que estava sendo usada como cantina. Foi a maior perda de vidas da RUC durante os problemas.
Em 8 de novembro de 1987, em Enniskillen, condado de Fermanagh, uma bomba-relógio do IRA Provisório explodiu durante uma cerimônia do Domingo de Memória para as vítimas de guerra da Comunidade Britânica. A bomba que explodiu estava em um cenotáfio no centro do desfile. Onze pessoas (dez civis, incluindo uma mulher grávida e um membro da RUC em exercício) foram mortas e 63 ficaram feridas. O ex-diretor da escola Ronnie Hill ficou gravemente ferido no bombardeio e entrou em coma dois dias depois, permanecendo nesta condição por mais de uma década antes de sua morte em dezembro de 2000. Paramilitares lealistas responderam ao bombardeio com ataques contra católicos, principalmente civis. Outra bomba foi plantada nas proximidades de Tullyhommon em uma comemoração paralela do Dia da Memória, mas não detonou.
Em março de 1988, três voluntários do IRA que planejavam um atentado foram mortos a tiros pelo SAS em um posto de gasolina da Shell na Avenida Winston Churchill em Gibraltar, o Território Britânico Ultramarino anexado ao sul da Espanha. Isso ficou conhecido como Operação Flavius. Seus funerais no cemitério de Milltown em Belfast foram atacado por Michael Stone, um membro da UDA que jogou granadas enquanto os caixões eram abaixados e atirou nas pessoas que o perseguiam. Stone matou três pessoas, incluindo o voluntário do IRA Kevin Brady. Stone foi condenado à prisão perpétua no ano seguinte, mas foi libertado 11 anos depois sob o Acordo da Sexta-feira Santa. Dois cabos do Exército britânico, David Howes e Derek Wood, foram ao funeral de Brady em Andersonstown em carros e roupas civis, com suas armas no carro. Eles foram sequestrados e mortos a tiros pelo IRA. Isso ficou conhecido como os assassinatos de cabos.
No final da década, o Exército Britânico tentou melhorar sua imagem pública para residentes em comunidades como Derry, a fim de melhorar as relações entre a comunidade local e os militares. Os soldados foram instruídos a não usar a mira telescópica de seus rifles para examinar as ruas, pois os civis acreditavam que eles estavam sendo apontados. Os soldados também foram incentivados a usar boinas ao guarnecer os postos de controle (e posteriormente em outras situações) em vez de capacetes, que eram considerados militaristas e hostis. O sistema de reclamações foi revisado - se os civis acreditassem que estavam sendo assediados ou abusados por soldados nas ruas ou durante as buscas e fizessem uma reclamação, eles nunca descobririam que ação (se alguma) foi tomada. Os novos regulamentos exigiam que um oficial visitasse a casa do reclamante para informá-los do resultado de sua reclamação.
Na década de 1980, grupos paramilitares leais, incluindo a Ulster Volunteer Force, a Ulster Defense Association e a Ulster Resistance, importaram armas e explosivos da África do Sul. As armas obtidas foram divididas entre a UDA, a UVF e a Ulster Resistance, embora algumas das armas (como granadas de propulsão de foguete) quase não fossem usadas. Em 1987, a Organização de Libertação do Povo Irlandês (IPLO), uma facção dissidente do INLA, travou uma rixa sangrenta contra o INLA que enfraqueceu a presença do INLA em algumas áreas. Em 1992, o IPLO foi destruído pelos Provisórios por seu envolvimento no tráfico de drogas, encerrando assim a rivalidade.